# Acontia postica
Acontia postica là một loài bướm đêm trong họ Noctuidae.